# Guarambaré
Guarambaré – miasto w Paragwaju, w departamencie Centralnym.